# Club Balonmano San José Obrero
Club Balonmano San José Obrero ist der Name eines spanischen Handballvereins, der in Arrecife beheimatet ist. Aus Sponsoringgründen tritt der Verein auch unter dem Namen CICAR Lanzarote Ciudad de Arrecife an.

## Geschichte
Der Verein wurde im Jahr 1975 gegründet. Er stammt aus dem Stadtviertel Titerroy von Arrecife, der Hauptstadt auf Lanzarote.
Die erste Frauenmannschaft des Vereins trat in der höchsten spanischen Liga, der División de Honor an, aus der sie nach der Spielzeit 2020/2021 abstieg. Ab der Saison 2022/2023 trat das Team in der División de Honor Oro an, Spaniens zweiter Liga. In der Spielzeit 2024/2025 gelang der Aufstieg in die erste Liga.
Das erste Männerteam spielte in der Saison 2022/2023 in der Primera División Nacional, der dritten Liga.

## Name
Der Vereinsname San José Obrero verweist auf das liturgische Fest Hl. Josef der Arbeiter am 1. Mai. Der Namensbestandteil CICAR im Sponsorennamen stammt von einer ortsansässigen Autovermietung.

## Spielhalle
Der Verein trägt seine Heimspiele im Pabellón Titerroy aus.

## Handball auf Lanzarote
Von der Insel Lanzarote stammen neben dem Verein CBm San José Obrero (CICAR Lanzarote Ciudad de Arrecife) auch die Vereine CB Zonzamas (CB Zonzamas CICAR Lanzarote) und CB Puerto del Carmen (Lanzarote – Puerto del Carmen).